# Дангыра
Дангыра́ (каз. Даңғыра, Dañğyra) — древнеказахский и древнетюркский бубен, внутри которого подвешены металлические цепочки, колечки и пластинки.

## Использование
И дангыра, и асатаяк, были атрибутами шаманских обрядов, из-за чего они не получили широкого распространения в музыкальном быту народа. Уже начиная с начала 19-го века оба инструмента стали постепенно забываться, их заменил кобыз, взявший на себя роль данных ударных инструментов.